# Menzenberg

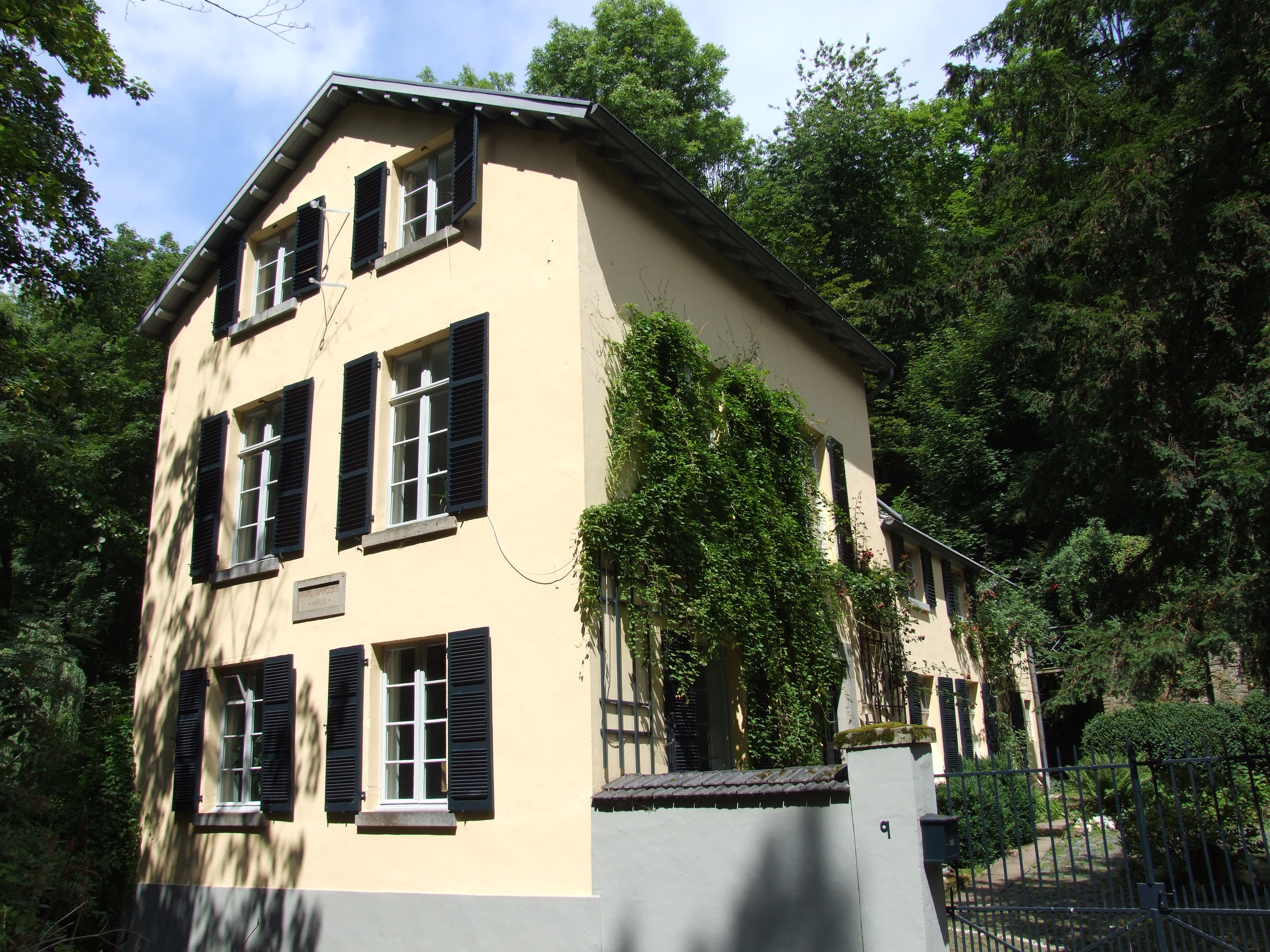
Haus Parzival in Menzenberg, Wohnort von Karl Simrock

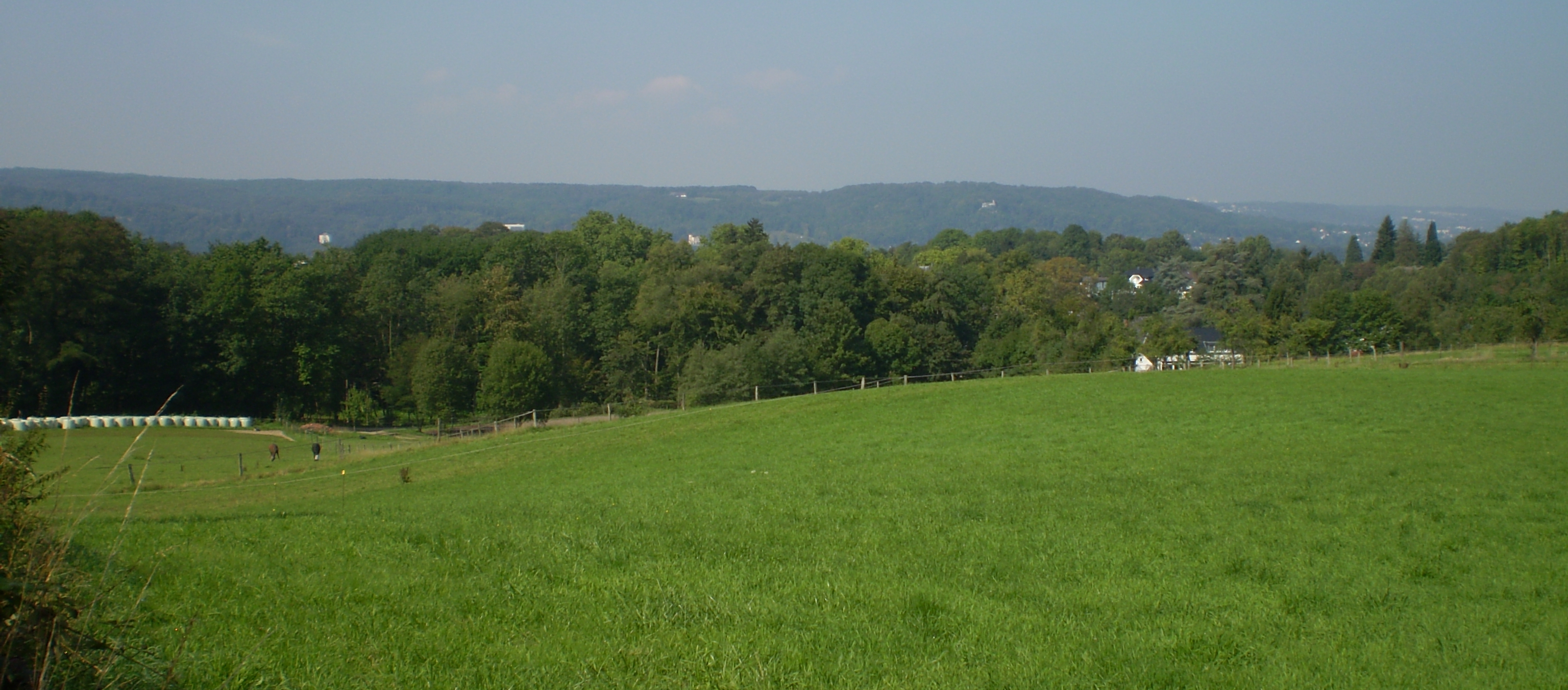
Bei Menzenberg

Menzenberg ist ein südöstlicher Teil von Selhof, einem Stadtteil von Bad Honnef im nordrhein-westfälischen Rhein-Sieg-Kreis.

## Geographie
Menzenberg liegt unterhalb des Leybergs (359 m ü. NHN) am südöstlichen Rand des Bad Honnefer Talbereichs, wobei sich heute an der Karl-Simrock-Straße ein fließender Übergang nach Selhof ergibt, direkt an der Grenze zur Ortsgemeinde Rheinbreitbach (Rheinland-Pfalz). Der Ort erstreckt sich weitgehend entlang der gleichnamigen Straße auf einem nach Osten zum Rheinwesterwälder Vulkanrücken (Niederwesterwald) ansteigenden Gelände und umfasst Höhenlagen zwischen 110 m ü. NHN und 145 m ü. NHN. Südwestlich und zu Menzenberg gehörend befindet sich der Wohnplatz Hagerhof, der das Schloss Hagerhof mit einem Privatgymnasium sowie den Reiterhof Gut Limpich umfasst.

## Geschichte

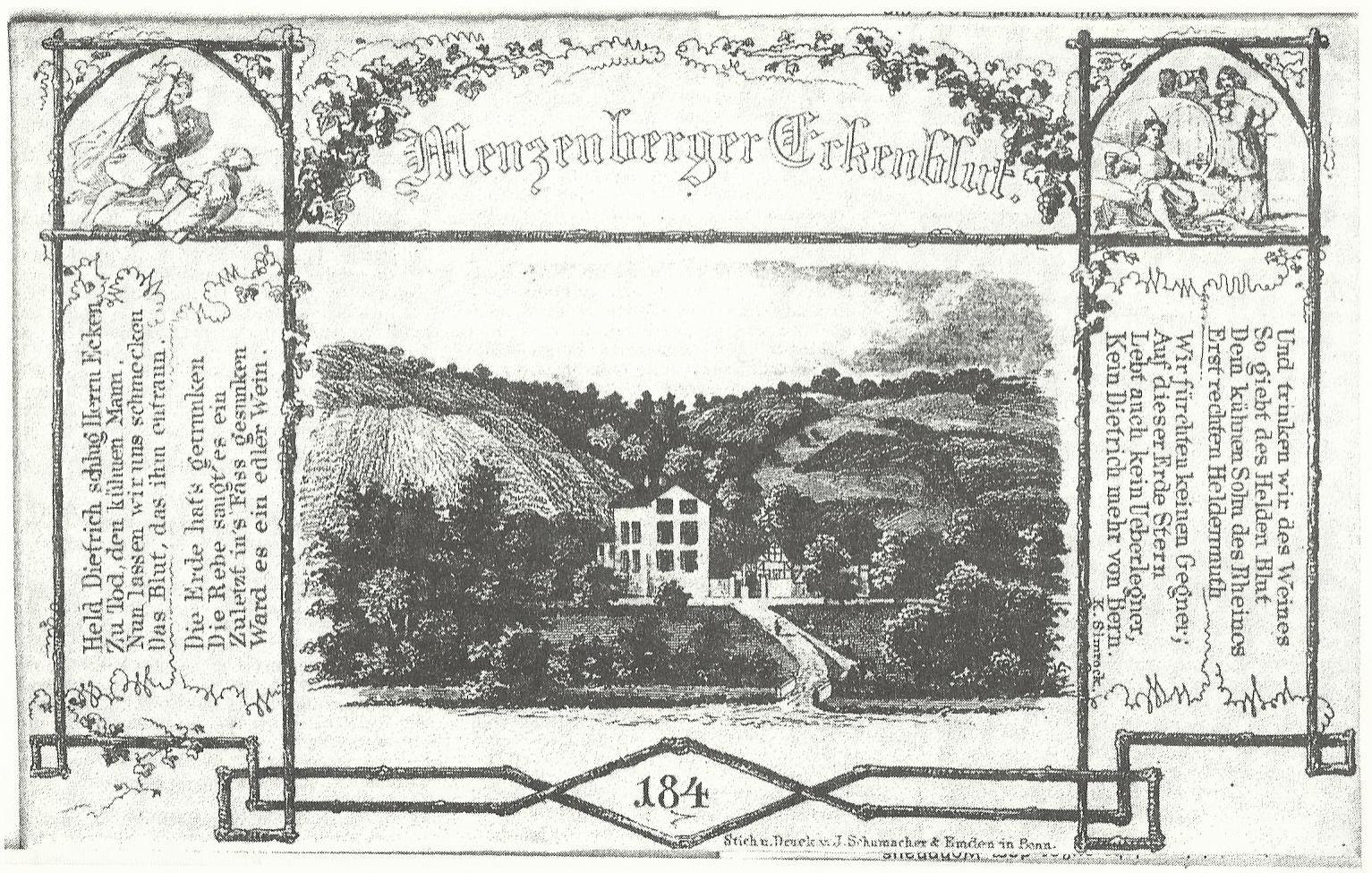
Weinberge im Tal von Menzenberg (um 1860)

Eine frühe urkundliche Erwähnung des Ortes erfolgte 1544 als „Meynsberg“ und weist gleichzeitig auf den ehemaligen Betrieb von Steinbrüchen bei Menzenberg hin. 1678 wurden bei einer Landmaßbeschreibung des Kirchspiels Honnef in Menzenberg acht Hofstätten gezählt. 1843 war es als Weiler mit 56 Einwohnern verzeichnet, 1885 umfasste der Wohnplatz Menzenberg noch 44 Einwohner in acht Wohngebäuden.
Im 19. Jahrhundert besaß der aus dem nahen Bonn stammende Karl Simrock in Menzenberg ein Weingut und baute das „Haus Parzival“ (heute Menzenberg 9). Wilhelm Grimm, Alexander von Humboldt und vor allem Ferdinand Freiligrath, der im sechs Kilometer entfernten Unkel wohnte, waren Gäste Simrocks in Menzenberg. Der Philologe Simrock nutzte die Gegend selbst für volkskundliche Studien und fand dabei unter anderem die von ihm so genannte „Menzenberger Nachtigall“, die alte Frau Heinemöhn, die ihm alte lokale Volkslieder vortrug.
Der Weinanbau in Menzenberg endete Ende der 1950er-Jahre. Das Gebäude des simrockschen Weingutes „Haus Parzival“ (Menzenberg 9) besteht heute noch und steht wie drei weitere Gebäude in Menzenberg – das „Weingut Menzenberg“ (Menzenberg 12), die ehemalige „Villa Coenders“ (Menzenberg 6–8) und das Gebäude eines ehemaligen Weinguts der Jesuiten (Menzenberg 11) – unter Denkmalschutz.

## Ortsname
Der Ortschronist Johann Joseph Brungs (1853–1942) schlug vor, den Namen Menzenberg auf die Stadt Mainz zurückzuführen, in der ein Stift oder Kloster mit Grundbesitz in dem Ort beheimatet gewesen sein könnte. Der Heimatforscher Adolf Nekum (1925–2011) ging dieser Vermutung nach, bringt den Ortsnamen aber stattdessen mit dem örtlichen Weinbau in Verbindung.

„Der Flurname ‚Menzenberg‘ konnte noch nicht gedeutet werden. (…) Der Verfasser neigt zu der Annahme, daß auch der Name Menzenberg einen Bezug zum Weinbau herstellt. Da in alten Lagebeschreibungen auch die Bezeichnung ‚Menserode‘ auftaucht, und im übrigen die Abtei Siegburg, das Stift St. Maria im Kapitol und das Bonner Cassiusstift als Lehnseigner Erwähnung finden, wäre es möglich, daß letztere Pfründe (Tischpfründe) in Form von Wein = Mensae, vom Menzenberg erhalten haben.“